# Ivan Jelačić Kajbuš
Ivan pl. Jelačić Kajbuš (Glogovec, 4. travnja 1924. - Ottawa, 21. lipnja 2011.) je bio hrvatski pjesnik. Djelovao je u iseljeništvu.
Glas ovoga hrvatskog rodoljuba, emigranta, intelektualca, lutaoca i pjesnika izvire iz srca hrvatske kajkavštine, u nepreglednome nizu njegovih intonacija: jednom prpošan i živ, drugda duhovit pa nježan, a onda pak potepuhovski buntovan i zaigran, potom sjetan i bolan do suza, ironičan i pun sarkazma i gorčine, gnjeva i sentimenta.